# Jacob Tamme
Jacob Tamme (15 de março de 1985, Lexington, Kentucky) é um ex-jogador de futebol americano que atuava na posição de tight end na National Football League.

## High School
Jacob Tamme se formou na Boyle County High School em Danville no estado americano de Kentucky onde ele jogou futebol americano, beisebol e basquete. No football, Tamme atuou como wide receiver e cornerback sendo que seu time conseguiu ganhar 4 titulos estaduais consecutivos. Como senior, foi selecionado first-team all-state pela Associated Press e também ganhou o prestigiado  Kentucky "Mr. Football" Award dado ao melhor jogador local.
Em sua carreira no high school, Jacob Tamme fez 97 recepções para 1,866 jardas e 32 touchdowns. Na defesa, ele interceptou 23 passes retornando 2 deles para touchdowns. Como retornador de chutes, ele retornou 25 punts para 395 jardas e 2 touchdowns.

## Carreira universitária
Tamme Jogou futebol americano pela Universidade de Kentucky onde em seu primeiro ano ele fez 16 recepções para 161 jardas em 3 jogos. Além de excelente jogador em campo, Tamme também foi nomeado SEC Academic Honor Roll devido ao seu excelente trabalho nas aulas(ele ganharia esse prêmio 3 vezes durante a faculdade).
AO final de sua carreira universitária, Tamme se tornou o lider de todos os tempos pelo Kentucky Wildcats em recepções e o segundo melhor na NCAA entre todos os SEC tight ends fazendo 133 recepções para 1,417 jardas.   

## NFL

### Indianapolis Colts
Jacob Tamme foi selecionado na quarta rodada do Draft de 2008 da NFL pelo Indianapolis Colts e logo depois assinou um acordo de 4 anos no dia 23 de julho de 2008.
Tamme era reserva do TE Dallas Clark e sempre jogava apenas na pré-temporada e no fim das temporadas. Mas depois da Semana 7 da temporada de 2010, Dallas Clark se machucou e foi colocado no injured reserve e então Jacob Tamme assumiu a posição de tight end titular dos Colts. Tamme acabou jogando bem e produziu bons números. Tamme foi o TE titular do time na pós-temporada de 2010.

### Denver Broncos
Após ter seu contrato encerrado com o time de Indianapolis, Tamme assinou com o Denver Broncos em 23 de março de 2012.

### Atlanta Falcons
Em março de 2015 ele assinou com os Falcons. No começo de 2017 ele foi dispensado.

## Ligações Externas
- Kentucky Wildcats bio